# Babysitting 2
Babysitting 2 è un film del 2015 diretto da Nicolas Benamou e Philippe Lacheau.

## Trama
In questo secondo episodio, tutti gli amici si ritrovano per recarsi in vacanza nel nord est del Brasile, ospitati dal padre di Sonya, (interpretato da Cristian Clavier) che gestisce un resort rigorosamente rispettoso della natura e dell'habitat in cui è situato. 
Alex si è fidanzato con la bella Estelle, sempre molto pudica e riservata. Sam è sempre in cerca di una ragazza con cui divertirsi, mentre Ernest, dopo il tradimento della moglie con Sam, si è fidanzato con Josephine, nella quale ripone le sue speranze di un nuovo matrimonio.
Franck coglie l'opportunità della vacanza per fare la proposta a Sonya ma, per una serie di circostanze, decide di soprassedere.
Per Jean-Pierre sono giorni intensi perché vuole assolutamente ricevere il "sigillo ecologico", che gli verrà rilasciato solo se dimostrerà che il suo resort possiede tutti gli standard richiesti.
Nel resort vive anche l'anziana madre di Jean-Pierre, che nonostante i suoi 86 anni è decisamente una nonnetta brillante.
I quattro amici decidono di fare un'escursione per visitare la Gruta Torrinha, un enorme sito naturale di grotte sotterranee, accompagnati da John, una guida esperta, che pilota anche il piccolo monoelica che li porterà a destinazione.
Alla comitiva si aggiunge anche Yolande, più due ragazze conosciute poco prima nel resort, Erika e Julie, appassionate di paracadutismo.
Arrivato a destinazione, il gruppo si imbatterà in una serie interminabile di problemi e di situazioni incredibili che porteranno a sconvolgere la vacanza di tutti.

## Produzione
Il film è il sequel di Babysitting. Il film ha incassato al botteghino in Francia 29,4 milioni di dollari.

## Distribuzione
Il film è uscito regolarmente in Dvd e BluRay in lingua francese con sottotitoli in francese, mentre in Italia, nonostante di Babysitting sia stato fatto pure un remake italiano, questo secondo episodio non è nemmeno stato doppiato. 